# 漸近的自由性
漸近的自由性（ぜんきんてきじゆうせい、Asymptotic freedom）とは、クォークなど粒子間に生じる力が近距離になるにつれ（エネルギースケールが大きくなるにつれ）弱くなる性質をいう。4次元の場の理論においては、特定のゲージ理論のもつ特徴である。漸近的自由性は高エネルギー散乱において、クォークが原子核内部を相互作用をしない自由粒子として振る舞う事を意味する。これは、素粒子物理における様々な事象についての散乱断面積を、 パートン模型を用い、正確に計算できる事を意味している。

## 発見
漸近的自由性は、場の量子論においてクォークとグルーオンの相互作用を記述する理論、量子色力学 (QCD) のもつ特徴である。1973年、デイビッド・グロスと フランク・ウィルチェック及び H. デビッド・ポリツァー達により非可換ゲージ理論の漸近的自由性が発見された。これは 1968年のSLACでの電子・核子非弾性散乱における『強い相互作用が高エネルギーになるにつれ弱くなる』という実験結果に合い、また、後述のクォークの閉じ込めも良く説明し、非可換ゲージのひとつ、SU(3)のゲージ理論が強い相互作用を記述すると広く信じられるようになった。彼らは最初に強い相互作用との関連性に気づいた者達である。漸近的自由性自体は 1969年にヨシフ・クリプロビッチ も SU(2) ゲージ理論 の漸近的自由性を数学的好奇心から発見しており、また、論文にはしていなかったが ゲラルド・トフーフトも1972年に気づいていた。彼らの発見に対し、グロス、ウィルチェックおよびポリッツアーは 2004年度ノーベル物理学賞を受賞した。
この発見は、場の量子論の復権に役立った。1973年以前は多くの理論家が場の理論は原理的に矛盾を含んでいるのではないかと疑っていた。近距離において相互作用が無限に強くなるからだ。この相互作用（結合定数）が発散するエネルギースケールはランダウ・ポールと呼ばれ、理論を記述できるエネルギーの上限（距離スケールの下限）を決めている。この問題は量子電磁力学 (QED) を含んだ相互作用をしている スカラー場とスピノル場において発見され、またレーマン正定値性はそれが不可避であることを疑わせた。一方、漸近的自由性をもつ理論においては近距離において相互作用は弱くなり、ランダウ・ポールは無い。標準理論は完全には漸近的自由ではないが、現実的にはランダウ・ポールは強い相互作用を考えるときのみの問題になる。他の相互作用は弱く、場の理論で記述をするのが不適切になるプランクスケール以下を除いて矛盾は無い。

## 遮蔽・反遮蔽効果

QEDにおいて電荷は遮蔽効果をうける。図は真空偏極のダイアグラム

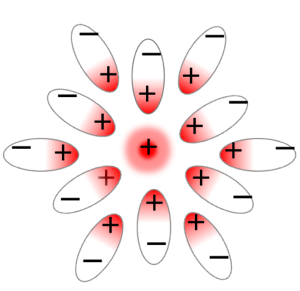
反遮蔽効果イメージ図：QCDにおいて色荷は真空偏極の効果により、遠くはなれてみる程大きく見え、近くで見る程に 0 に近づく

スケールの変化における結合定数の変化は、作用に含まれる場に関し電荷を持った仮想粒子を考える事で定性的に理解することができる。QEDにおけるランダウ・ポールの振る舞いは 真空における粒子―反粒子対 (例：電子ー陽電子対) の遮蔽による効果である。電荷の周辺では真空は偏極する：反対の電荷を持った仮想粒子が電荷の周りに引き寄せられ、電荷をもった仮想粒子は遠ざけられる。最終的な電荷は、有限の距離離れた場所において部分的に相殺されている。中心電荷に近づく程真空の効果がなくなり、電荷が増えるように見える。QCD においても、クォーク-反クォーク対により同様の事が起こり色荷を遮蔽する傾向にある。しかし、強い相互作用を媒介し、クォークの色を変えるグルーオンは色荷と反-色荷の双極子モーメントを持ち、最終的なグルーオンの真空偏極の効果は場を遮蔽するのではなく増大させ、その色荷に影響を及ぼす。これはしばしば反遮蔽と呼ばれる。クォークに近づく程に、周りを取り巻いた仮想グルーオンによる反遮蔽効果は減少し、この効果からの寄与は、近距離になるほど仮想色荷を弱める。また、クォークから遠ざかる程に仮想色荷を強める。これは、2つのクォークを引き離す程に強結合になることを意味し、クォークの閉じ込めを説明する。
仮想クォークと仮想グルーオンは反対の効果を与えるので、どちらの効果が勝つかはクォークの種類、すなわちフレーバーの数に依存する。3つのカラーを持ったQCDは、クォークのフレーバー数が 16 を超えない限り、反遮蔽が優勢であり、理論は漸近的自由性をもつ。実際には、クォークのフレーバー数は6つしか知られていない。

## 漸近的自由性の計算
QCDのような非可換ゲージ理論においては、漸近的自由性の存在はゲージ群及びフレーバー数に依存する。漸近的自由性は理論のβ関数を計算する事により調べる事ができる。β関数は繰り込み群方程式において利用される、エネルギースケールの変化（繰り込み群の流れ）に対し結合定数がどう変化するかを記述するパラメータである。結合定数を g としたとき、β関数は以下のように定義される。
{\displaystyle \beta (\alpha _{s})=\mu ^{2}{\frac {\partial \alpha _{s}(\mu ^{2})}{\partial \mu ^{2}}}}
ここで{\displaystyle \alpha _{s}}は理論の微細構造定数に相当するもので、素粒子理論においては αs = g2/4π が使われている。十分な近距離、または高い運動量の交換においては漸近的自由性をもつ理論は結合定数が小さくなるため、β関数を摂動的に評価する事ができる。
{\displaystyle \beta (\alpha _{s})=-\alpha _{s}^{2}\left[\beta _{0}+\beta _{1}\alpha _{s}^{2}+\ldots \right]}
nf 種類のクォークをもつSU(N)のゲージ理論のとき、β関数は摂動の1次で以下のようである。
{\displaystyle \beta (\alpha _{s})\sim -\alpha _{s}^{2}\beta _{0}(\alpha _{s})={\frac {\alpha _{s}^{2}}{\pi }}\left(-{\frac {11N}{6}}+{\frac {n_{f}}{3}}\right)}
もしもこの関数が負であったら、高エネルギーになるにつれ結合定数は 0 に向かい、この理論は漸近的自由性を持つ。このように、SU(3)のゲージ群、つまりQCDの理論はクォークのフレーバー数が 16 以下であれば漸近的に自由な理論である。
SU(3) のとき N = 3, β < 0 を満たすには nf < 33/2 である必要がある。